# 에니드 마키

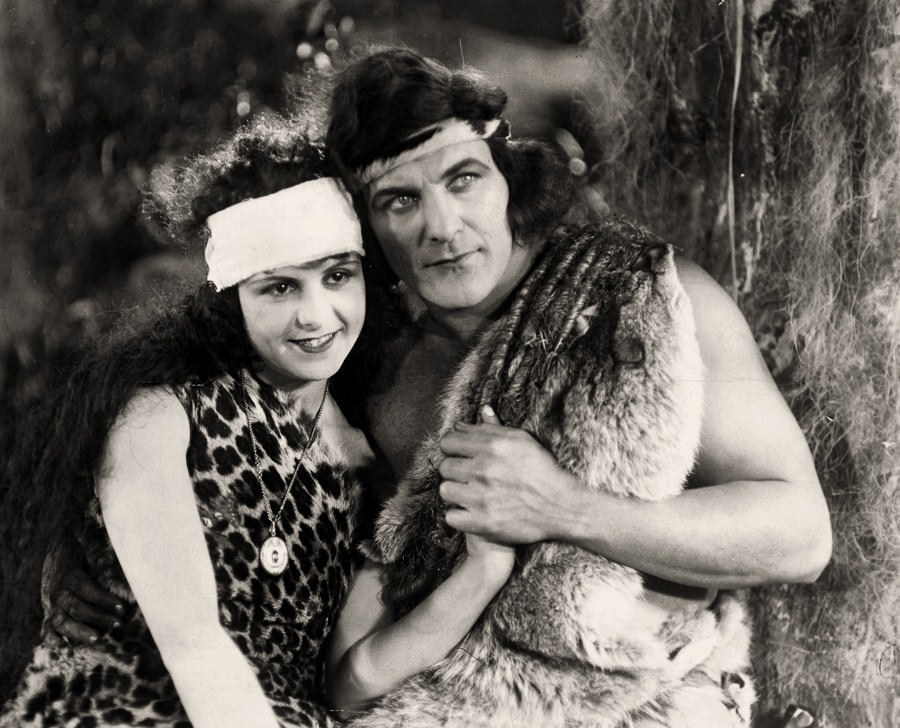

에니드 마키(Enid Markey, 1894년 2월 22일 ~ 1981년 11월 15일)는 미국의 연극 배우, 텔레비전 배우, 영화배우이다.

## 방송
- 크래프트 텔레비전 씨어터

## 영화
- 보스톤 교살자 (1968년)
- 네이키드 시티 (1948년)
- 타잔 - 엘모 린콘 편 3 (1921년)
- 타잔 - 엘모 린콘 편 2 (1918년)
- 타잔 - 엘모 린콘 편 1 (1918년)